# Anna Stuart (1637-1640)
Anna Stuart (St. James's Palace, 17 marzo 1637 – Richmond Palace, 5 novembre 1640) era la terza figlia del re Carlo I d'Inghilterra e di Enrichetta Maria di Borbone-Francia.

## Biografia
Anne Stewart nacque a mezzogiorno del venerdi 17 marzo 1637 a St. James's Palace, sesta figlia dei reali d'Inghilterra e di Scozia. Il 30 marzo seguente fu battezzata in una cerimonia privata celebrata da William Laud, arcivescovo di Canterbury, e fu chiamata Anna in onore di Anna d'Asburgo, moglie dello zio materno.
Pochi giorni dopo la neonata fu trasferita a Richmond Palace, dove avrebbe trascorso tutta la sua breve vita sotto le cure di dieci servitori. Dal momento della nascita diede prova di cattiva salute e un problema polmonare fu rapidamente diagnosticato. L'aggravarsi della sua malattia la portò alla morte per tubercolosi il 5 novembre 1640. Stando alla sua governante, prima di morire la principessina chiese di poter pregare, ma affermò di non riuscire a dire la "preghiera lunga" (il Pater Noster) e recitò semplicemente "Signore, quando mi addormento, fa' che non sia un sogno di morte". Il medico di corte Theodore de Mayern effettuò l'autopsia su richiesta dei genitori e l'esame rivelò le malformazioni polmonari che l'avevano resta così gracile e inferma.
L'8 dicembre 1640 il corpo della bambina fu sepolto senza una cerimonia ufficiale nella cappella di Enrico VII nell'abbazia di Westminster, accanto al corpo del fratello maggiore Carlo Giacomo.

## Ascendenza
|                             |                    |                              | Genitori                             |  |  | Nonni |  |  | Bisnonni                    |  |  | Trisnonni                       |  |
|                             |                    |                              |                                      |  |  |       |  |  | Enrico Stuart, Lord Darnley |  |  | Matthew Stuart, conte di Lennox |  |
|                             |                    |                              |                                      |  |  |       |  |  | Enrico Stuart, Lord Darnley |  |  | Matthew Stuart, conte di Lennox |  |
|                             |                    | Margaret Douglas             |                                      |  |  |       |  |  | Enrico Stuart, Lord Darnley |  |  |                                 |  |
| Giacomo I d'Inghilterra     |                    |                              |                                      |  |  |       |  |  | Enrico Stuart, Lord Darnley |  |  |                                 |  |
|                             |                    | Maria Stuart                 | Giacomo V di Scozia                  |  |  |       |  |  |                             |  |  |                                 |  |
|                             |                    | Maria Stuart                 | Giacomo V di Scozia                  |  |  |       |  |  |                             |  |  |                                 |  |
|                             |                    | Maria Stuart                 | Maria di Guisa                       |  |  |       |  |  |                             |  |  |                                 |  |
| Carlo I d'Inghilterra       |                    | Maria Stuart                 |                                      |  |  |       |  |  |                             |  |  |                                 |  |
|                             |                    | Federico II di Danimarca     | Cristiano III di Danimarca           |  |  |       |  |  |                             |  |  |                                 |  |
|                             |                    | Federico II di Danimarca     | Cristiano III di Danimarca           |  |  |       |  |  |                             |  |  |                                 |  |
|                             |                    | Federico II di Danimarca     | Dorotea di Sassonia-Lauenburg        |  |  |       |  |  |                             |  |  |                                 |  |
| Anna di Danimarca           |                    | Federico II di Danimarca     |                                      |  |  |       |  |  |                             |  |  |                                 |  |
|                             |                    | Sofia di Meclemburgo-Güstrow | Ulrico III di Meclemburgo-Güstrow    |  |  |       |  |  |                             |  |  |                                 |  |
|                             |                    | Sofia di Meclemburgo-Güstrow | Ulrico III di Meclemburgo-Güstrow    |  |  |       |  |  |                             |  |  |                                 |  |
|                             |                    | Sofia di Meclemburgo-Güstrow | Elisabetta di Danimarca              |  |  |       |  |  |                             |  |  |                                 |  |
| Anna Stuart                 |                    | Sofia di Meclemburgo-Güstrow |                                      |  |  |       |  |  |                             |  |  |                                 |  |
|                             | Antonio di Borbone | Carlo IV di Borbone-Vendôme  |                                      |  |  |       |  |  |                             |  |  |                                 |  |
|                             | Antonio di Borbone | Carlo IV di Borbone-Vendôme  |                                      |  |  |       |  |  |                             |  |  |                                 |  |
|                             | Antonio di Borbone | Francesca d'Alençon          |                                      |  |  |       |  |  |                             |  |  |                                 |  |
| Enrico IV di Francia        | Antonio di Borbone |                              |                                      |  |  |       |  |  |                             |  |  |                                 |  |
|                             |                    | Giovanna III di Navarra      | Enrico II di Navarra                 |  |  |       |  |  |                             |  |  |                                 |  |
|                             |                    | Giovanna III di Navarra      | Enrico II di Navarra                 |  |  |       |  |  |                             |  |  |                                 |  |
|                             |                    | Giovanna III di Navarra      | Margherita d'Angoulême               |  |  |       |  |  |                             |  |  |                                 |  |
| Enrichetta Maria di Francia |                    | Giovanna III di Navarra      |                                      |  |  |       |  |  |                             |  |  |                                 |  |
|                             |                    | Francesco I de' Medici       | Cosimo I de' Medici                  |  |  |       |  |  |                             |  |  |                                 |  |
|                             |                    | Francesco I de' Medici       | Cosimo I de' Medici                  |  |  |       |  |  |                             |  |  |                                 |  |
|                             |                    | Francesco I de' Medici       | Eleonora di Toledo                   |  |  |       |  |  |                             |  |  |                                 |  |
| Maria de' Medici            |                    | Francesco I de' Medici       |                                      |  |  |       |  |  |                             |  |  |                                 |  |
|                             |                    | Giovanna d'Austria           | Ferdinando I del Sacro Romano Impero |  |  |       |  |  |                             |  |  |                                 |  |
|                             |                    | Giovanna d'Austria           | Ferdinando I del Sacro Romano Impero |  |  |       |  |  |                             |  |  |                                 |  |
|                             |                    | Giovanna d'Austria           | Anna Jagellone                       |  |  |       |  |  |                             |  |  |                                 |  |
|                             |                    | Giovanna d'Austria           |                                      |  |  |       |  |  |                             |  |  |                                 |  |